# Steve Canyon

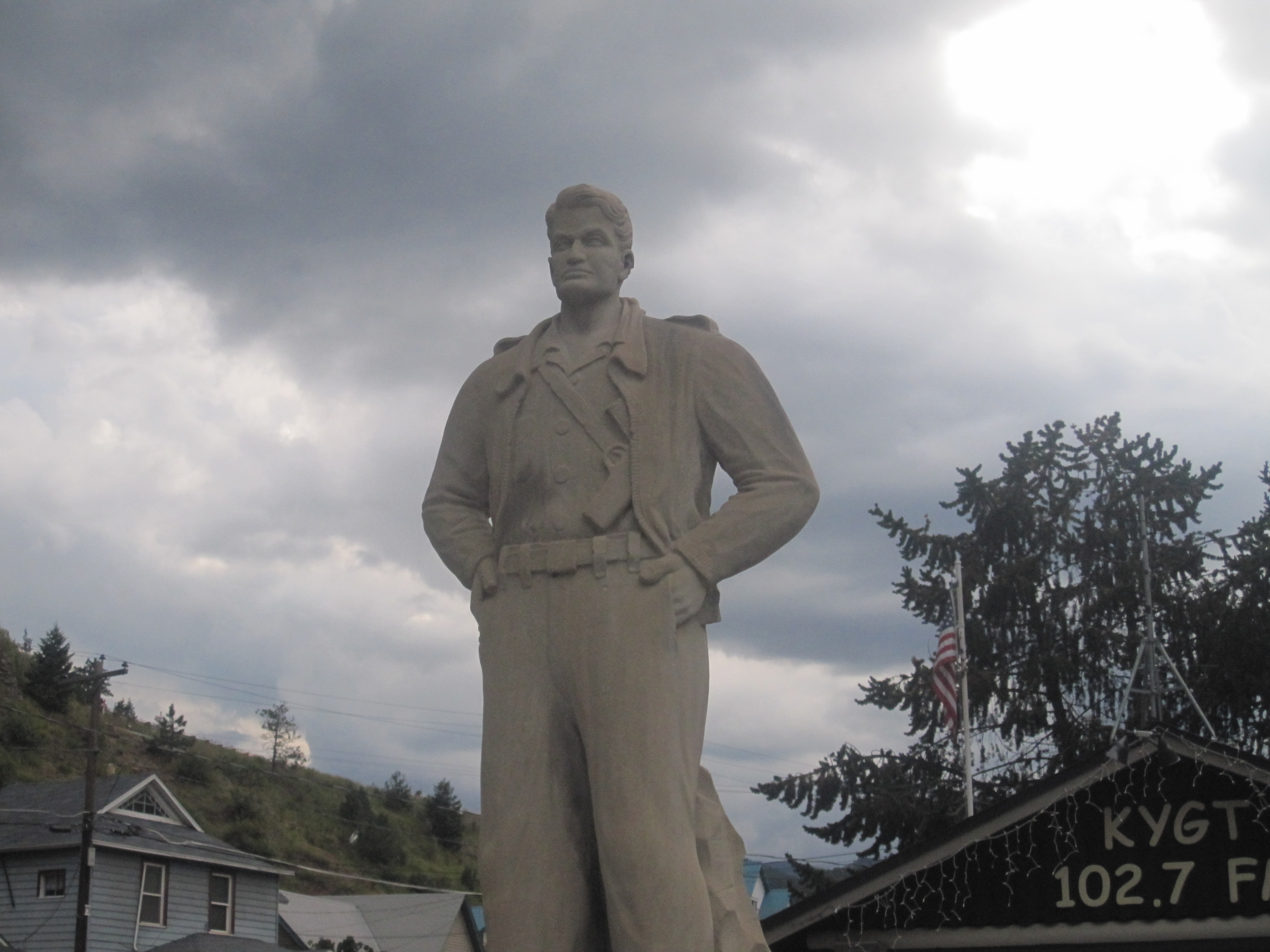
Estátua do personagem Steve Canyom

Steve Canyon foi uma tira de jornal estadunidense de aventura criada pelo cartunista Milton Caniff . Lançado logo após Caniff encerrar sua tira anterior, Terry e os piratas. Steve Canyon circulou de 13 de janeiro de 1947 até 4 de junho de 1988. Terminou logo após a morte de Caniff. Caniff ganhou o Prêmio Reuben pela tira em 1971.

## História
Em 1946, Milton Caniff já havia conquistado uma reputação mundial por sua tira Terry e os Piratas, mas os direitos da tira que ele havia criado, escrito e desenhado (para o editor do syndicate de jornais Chicago Tribune, Capitão Joseph Patterson) pertenciam inteiramente ao syndicate. Buscando controle criativo, Caniff negociou com a Field Enterprises para uma nova tira na qual pudesse manter a propriedade.
Steve Canyon foi comercializado e distribuído pela King Features, que foi subcontratada como agente de vendas da Field. A popularidade de Caniff era tamanha que sessenta jornais concordaram em publicar Steve Canyon antes mesmo de seu lançamento. O último episódio de Terry e os Piratas escrito por Caniff foi publicado em dezembro de 1946, e então George Wunder assumiu a tira.
A nova tira de Caniff, Steve Canyon, estreou em 168 jornais. Na década de 1950, a tira era imensamente popular, e tanto Caniff quanto Steve Canyon apareceram nas capas das revistas Time (1947) e Newsweek (1950).
Muitos criadores de tiras, antes e depois, utilizaram assistentes não creditados ou artistas fantasmas, e Caniff não foi exceção. Em 1952, ele contratou o artista de quadrinhos Dick Rockwell (sobrinho do famoso ilustrador Norman Rockwell) como assistente. Enquanto Caniff escrevia e desenhava os personagens principais, Rockwell desenhava a lápis e finalizava os personagens secundários e os cenários. Rockwell continuou trabalhando em Canyon até a morte de Caniff em 3 de maio de 1988.
A última tira sindicalizada de Steve Canyon foi um tributo a Caniff em dois painéis: um desenhado pelo cartunista Bill Mauldin, e o outro contendo as assinaturas de 78 colegas cartunistas.
Em 23 de junho de 1997, uma tira autorizada do 50º aniversário de Steve Canyon foi publicada pelo jornal Air Force Times, um semanário civil sobre a Força Aérea dos Estados Unidos. Como Steve Canyon e a Força Aérea foram criados no mesmo ano, o aniversário compartilhado foi celebrado com Steve Canyon aparecendo em um encarte de 96 páginas intitulado The First Fifty Years: U.S. Air Force 1947–1997. Desenhado no estilo de uma prancha dominical, a história e a arte do especial foram feitas pelo Sargento-Mestre da Força Aérea Russ Maheras, com coloração de Carl Gafford.
Em 24 de setembro de 2007, uma nova tira do 60º aniversário de Steve Canyon foi publicada pelo Air Force Times, também por Maheras. A prancha dominical colorida, mostrava o Brigadeiro-General Steve Canyon no Afeganistão, investigando atividades do Talibã.

### Personagens e Enredo
Steve Canyon era um aventureiro descontraído com um coração mole. Inicialmente um veterano que dirigia seu próprio negócio de transporte aéreo, o personagem retornou à Força Aérea dos Estados Unidos durante a Guerra da Coreia e permaneceu nas forças armadas pelo resto da duração da tira. Nos anos posteriores, ele se envolveu com inteligência e operações da Força Aérea.
Inicialmente, seus companheiros eram outros veteranos, e o interesse romântico vinha de Copper Calhoon, uma espécie de versão capitalista da popular personagem Dragon Lady que Caniff havia criado para Terry e os Piratas. Com o tempo, Canyon ganhou como aliado ocasional o rabugento milionário aventureiro Happy Easter, além de um interesse amoroso permanente em Summer Olson, inicialmente secretária particular de Calhoon. (Canyon e Olson foram declarados marido e mulher no primeiro painel da tira diária de 25 de abril de 1970).
O General Philerie foi baseado no lendário herói da Segunda Guerra Mundial Phil Cochran, que era de Erie, como indicado no nome do personagem (Phil-Erie). Cochran também serviu de modelo para Flip Corkin em Terry e os Piratas.
Na metade dos anos 1950, Steve Canyon tornou-se tutor de Poteet Canyon. O motivo pelo qual ela foi enviada a ele permaneceu sem resposta por muitos anos, assim como sua relação com ele. Ela foi para a Universidade de Maumee e depois conseguiu um emprego no jornalismo, inicialmente em um jornal local. No aeroporto próximo, tornou-se amiga de Bitsy Beekman, que trabalhava em uma revista de alta moda, tipo a Vogue.
Do fim dos anos 1960 até o fim dos anos 1970, as histórias passaram a focar mais no filho de Summer, de seu primeiro casamento, Leighton Olson Jr., que se envolveu com drogas e depois foi estudar em Maumee, agora um centro de estudantes radicalizados contra a guerra. Lá ele começou um relacionamento estável com Stalky Schweisenberger.
Caniff era profundamente patriótico, e com o retorno de Canyon ao serviço militar, a história passou a girar em torno da intriga da Guerra Fria e das responsabilidades dos cidadãos americanos. Apesar dessa mudança de tom, Caniff conseguiu manter a qualidade picaresca de suas histórias ambientadas em todo o mundo. Durante o Natal, em Steve Canyon, assim como fazia em Terry, Caniff fazia questão de lembrar os leitores dos sacrifícios dos militares.

### Modelos
Caniff era famoso por vilões coloridos e personagens femininas intrigantes, como Madame Lynx e a bela governante exilada Princesa Snowflower.
Madame Lynx foi inspirada em Madame Egelichi, a espiã femme fatale interpretada por Ilona Massey no filme dos Irmãos Marx Love Happy (1949). A personagem inspirou tanto Caniff que ele contratou a própria Ilona Massey como modelo para posar para ele.
Além de usar Ilona Massey como modelo para Lynx, Caniff baseou Pipper the Piper em John F. Kennedy, e Miss Mizzou em Marilyn Monroe ou na atriz Bek Nelson.
O personagem Charlie Vanilla (frequentemente visto com um sorvete na mão) foi baseado no amigo de longa data de Caniff, Charles Russhon, ex-fotógrafo e tenente da Força Aérea, que se tornou consultor técnico em cinco filmes de James Bond.

## Outras Mídias
Steve Canyon no Chile

#### Cinema
No fim dos anos 1940, o produtor David O. Selznick considerou uma série de filmes de Steve Canyon estrelando Guy Madison, mas o agente de Madison, Henry Willson, convenceu Selznick a desistir da ideia.

#### Televisão
A tira foi adaptada para uma série de TV filmada com episódios de meia hora na NBC entre 1958 e 1959 (com reprises na ABC em 1960).
Dean Fredericks (1924–1999), anteriormente o criado hindu na série Jungle Jim (1955–56) estrelada por Johnny Weissmuller, interpretou Canyon — um solucionador de problemas da Força Aérea dos Estados Unidos, passando metade da temporada viajando de base em base antes de se tornar o comandante da fictícia Base Aérea Big Thunder, na Califórnia. Com exceção do General Shanty Towne (no episódio piloto), nenhum dos outros personagens da tira apareceu na série.
O programa é transmitido periodicamente pela rede de televisão aberta Decades.
Entre 2008 e 2009, os primeiros 24 episódios foram lançados em DVD; os episódios restantes foram lançados em 28 de julho de 2015.

### Romances
Uma série de romances foi publicada pela Grosset & Dunlap nos anos 1950. Todos foram escritos por Caniff, com ilustrações do próprio autor.

### Representações no mundo real
Uma estátua de Steve Canyon foi erguida em Idaho Springs, no Colorado, e um cânion nas proximidades foi renomeado para Steve Canyon.
Um mosaico da pupila de Steve, Poteet Canyon, está em frente ao quartel dos bombeiros na cidade de Poteet, Texas.

A guerra aérea secreta da CIA/Força Aérea dos Estados Unidos no Laos durante a Guerra do Vietnã foi chamada informalmente de Programa Steve Canyon.